# Centro de Investigación y Seguridad Nacional
Das Centro de Investigación y Seguridad Nacional (CISEN; dt.: Zentrum für Nachforschungen und nationale Sicherheit) ist der zivile mexikanische Nachrichtendienst. Es untersteht direkt dem Secretaría de Gobernación (SEGOB) und trägt seine heutige Bezeichnung seit 1989.

## Entstehung
Die Geschichte des Staatsorgans geht zurück bis 1918, als der damalige mexikanische Präsident General Venustiano Carranza zur Stabilisierung der staatlichen Institutionen im SEGOB die sogenannte „Erste Abteilung“ (span.: Sección Primera) gründete. Auftrag der Abteilung war die Identifizierung politischer Gegner sowie die Auskundschaftung und Verhinderung von deren Absichten. Im Jahr 1929 wurde die nachrichtendienstlich tätige Abteilung in „Departamento Confidencial“ (dt.: Vertrauliche Abteilung) umbenannt und untergliedert in den Bereich „Politische Berichterstattung“ und die Verwaltungspolizei „Policía Administrativa“.
1938 erfolgte die Umbenennung in „Oficina de Información Política“ (dt.: Amt für politische Informationen) und 1942 in „Departamento de Investigación Política y Social“ (DIPS), einhergehend mit der Erweiterung des Aufgabenbereiches auf dem Gebiet der internen Überwachung und einer Abteilung „Zweiter Weltkrieg“, da Mexiko zu diesem Zeitpunkt auf der Seite der alliierten Gegner Deutschlands in den Krieg eintrat.
1947 wurde in Mexiko zudem auch die Geheimpolizei Dirección Federal de Seguridad (DFS; dt.: Bundesdirektion für Sicherheit) gegründet, der dann in den 1960er- und 1970er-Jahren die schmutzige Kriegsführung unter Einflussnahme des US-amerikanischen CIA gegen linkspolitisch Orientierte und Guerrilleros, sowie politische Korruption, Menschenrechtsverletzungen und Zusammenarbeit mit Großkriminellen nachgesagt wurden.
1967 erfolgte die Umgliederung und Umbenennung des Departamento de Investigación Política y Social in die Generaldirektion „Dirección General de Investigaciones Políticas y Sociales“ (DGIPS). Durch Zusammenlegung der DGIPS und der DFS entstand 1985 unter der Bezeichnung „Dirección General de Investigación y Seguridad Nacional“ (DGISN) die mexikanische Nachrichtendirektion, die 1989 die heutige Bezeichnung CISEN erhielt.
Im Jahr 2002 wurden die Archive der DFS und der DGIPS geöffnet.